# Ерик Картман
Ерик Картман (на английски: Eric Theodore Cartman), често наричан просто „Картман“, е герой от анимационния сериал „Саут Парк“. Озвучаван е от Трей Паркър, съавтор на поредицата.
Ерик Картман е един от основните четири персонажа във филма. Той е осемгодишен, ексцентричен, склонен към агресия, предубеден към евреите, често манипулиращ хората, за да постигне желанията си дори с цената на смърт и разрушение за другите.
В течение на сериала героят търпи развитие. Неизменно егоистичен и тесногръд, в началото той е доста по-незрял. С времето Картман става по-лукав и агресивен, проявява елементи на социопатия, развива способностите си на манипулатор, като цяло става по-интелигентен (макар на моменти да проявява изключителна глупост).
Картман е роден на 2 август.

## Характер
Ерик Картман е разглезен, циничен, безчувствен, садистичен, алчен, лицемерен, расист, социопат и манипулатор. У него се наблюдава липса на морална отговорност и социална съвест. Чуждото нещастие буди у Картман задоволство; той изглежда неспособен да изпитва емпатия с малки изключения (пр. епизод „Как да ядеш със задника си“). В епизода „Краят на Ерик Картман“ Кайл го определя като „дебел, расистки, егоцентричен, нетолерантен и манипулативен социопат“. Самият Картман не се счита за лош, всъщност той не прави разлика между добро и зло. Действа според желанията си и е властолюбив.
Въпреки (а може би точно заради) гореизброените характеристики, Картман се проявява като роден лидер. С неустоима харизма и реторика, той демонстрира забележителни способности да овладява тълпите и да ги насочва в желана от него посока.
Картман обича да получава подаръци и в един от епизодите той казва, преди рождения си ден, на поканените деца какво трябва да му купят. Кайл не одобрява тази идея и затова му купува подарък по свой избор. Това никак не се харесва на Ерик: крайно обиден от постъпката на Кайл, той прекратява партито, крещейки: „Мразя те, Кайл, искам да умреш!“. Също така Картман смята, че думата „евреин“ е мръсна обида. В South park bigger longer and uncut той казва на Кайл, че му се извинява за това че го е наричал евреин много пъти.

## Семейство и домашни любимци
Ерик живее с майка си (г-жа Лиан Картман), която изпълнява всяка прищявка на сина си и безкрайно го разглезва. Ерик е свикнал да получава всичко просто като започва да мрънка.
В епизода „Тсст“, майка му губи изцяло контрол върху него и след като неуспешно търси помощ от детегледачки, накрая следва съвета на специалист-треньор на кучета и започва да се държи с Ерик като с куче. Това дава резултат и в следващи епизоди г-жа Картман по-малко се поддава на мрънкането на Ерик.
Лиан Картмън се отличава с висок промискуитет и е интерсексуална. В епизода „Майката на Картман е все още мръсна кучка“ става ясно, че г-жа Картмън всъщност е баща на Ерик, но не става ясно коя е истинската му майка. В епизода „201“ става ясно, че само са го лъгали и че Лиан е истинската му майка. Бащата му е бащата на деветокласника Скот Тенорман. В сезон 2 Картман все още не знае това, убива господин и госпожа Тенорман, прави ги на чили и кара полубрат си Скот да ги изяде.
Ерик Картмън има котка — Мистър Кити (женска, въпреки името си) и домашно прасе — Флъфи.

## Популярност
От самото начало на сериала скандалното и шокиращо поведение на Картман го правят изключително популярен сред зрителите. Той се отличава и с това, че е най-деен от четиримата главни герои. Обикновено той е генераторът на идеи и планове (нерядко абсурдни или направо отвратителни), който успява да увлече другите да го следват. Макар и да изглежда, че Картман контролира ситуацията, в крайна сметка лудориите му се обръщат срещу него и той понася последствията от поведението си до края на епизода.
Голямата популярност на Картман налага на сценаристите на „Саут парк“ да се съобразяват и да модерират многобройните неблагоприятни черти на героя.